# Górki (województwo warmińsko-mazurskie)
Górki (niem. Berg) – osada w Polsce położona w województwie warmińsko-mazurskim, w powiecie kętrzyńskim, w gminie Barciany. Miejscowość wchodzi w skład sołectwa Mołtajny.
W latach 1975–1998 miejscowość administracyjnie należała do województwa olsztyńskiego.
W XVIII w. wieś występowała jako folwark.